# Gustav von Escherich
Gustav Ritter von Escherich (Mântua, 1 de junho de 1849 — 28 de janeiro de 1935) foi um matemático austríaco.

## Biografia
Nascido em Mântua, estudou matemática e física na Universidade de Viena. De 1876 a 1879 foi professor na Universidade de Graz. Em 1882 foi para a Universidade Técnica de Graz e em 1884 para a Universidade de Viena, onde foi presidente em 1903/1904.
Fundou juntamente com Emil Weyr o periódico Monatshefte für Mathematik und Physik e juntamente com Ludwig Boltzmann e Emil Müller a Sociedade Matemática da Áustria.